# (9398) Bidelman
(9398) Bidelman (1994 SH3) – planetoida z grupy pasa głównego asteroid okrążająca Słońce w ciągu 6,1 lat w średniej odległości 3,34 j.a. Odkryta 28 września 1994 roku.